# دودو لينكس
دودو لينُكس (بالإنجليزية: DoudouLinux)‏ هي توزيعة لينكس مُتوقفة، مُسندة إلى دبيان. مُصممة للأطفال من سن 2 سنوات. تمت تسمية «دودو لينُكس» على اسم الكلمة الفرنسيَّة doudou التي تشير إلى كائنات الراحة.
لم يتلقَ النظام تحديثًا مُنذ عام 2013، ولم يتلقَ موقعهُ على الويب تحديثًا، مُنذ آخر منشورٍ على مُدونته الرسميَّة في عام 2015.

## المُواصفات

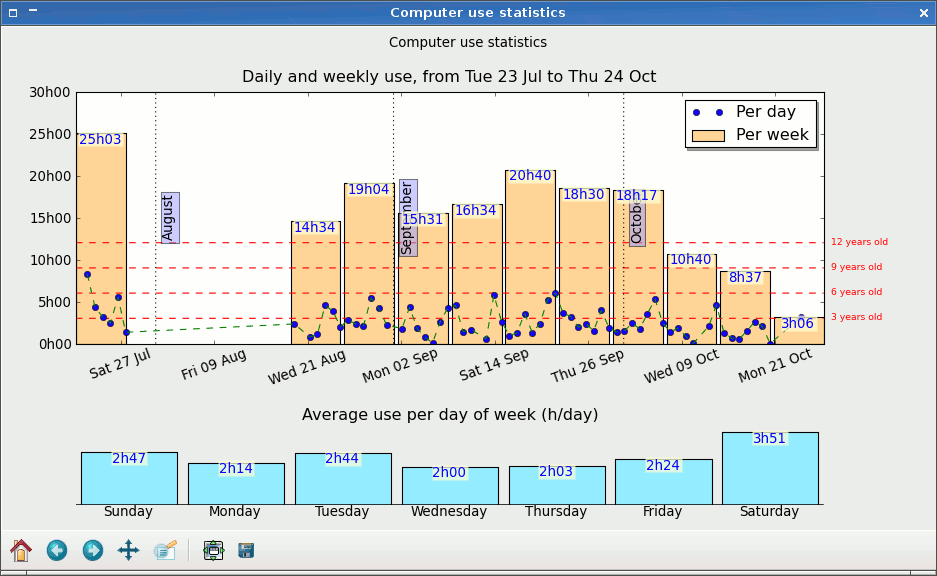
الواجهة التي تُستخدم لمراقبة استخدام الكمبيوتر في النظام

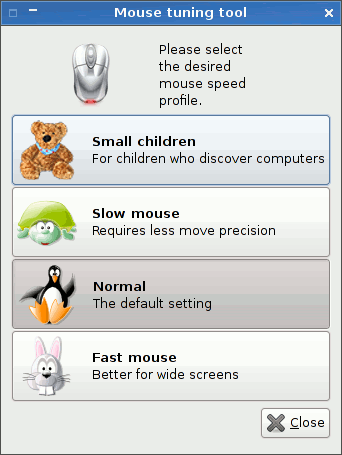
أداة التحكم في الفأرة في النظام

يُشار إلى إصدارات 1.x باسم غوندوانا، وإصدارات 2.x باسم هايبربوريا [الإنجليزية].
يستخدم النظام بيئة سطح مكتب نُسخة مُعدَّلة من إل إكس دي إي (أُنشِئَت البيئة بهدف أن تكون سهلة بالنسبة للأطفال لاستخدامها).
مُتصفح الويب الأساسي للنظام هو جنوم ويب، يأتي مُثبتًا مع أداة تصفية الويب تسمى دنس غارديان [الإنجليزية] ويستخدم دك دك جو افتراضيًّا.

## مُتطلبات النظام
وفقًا لتوثيق دودو لينكس، فإن الحد الأدنى من التكوينات الموصى بها تتضمَّن ثلاثة مُتطلبات: ذاكرة 256 ميغابايت، ومُعالج 800 ميغاهرتز، وشاشة عرض حجم 800 × 600.